# Archäologenbildnisse
Archäologenbildnisse. Porträts und Kurzbiographien von Klassischen Archäologen deutscher Sprache ist eine Publikation des Deutschen Archäologischen Instituts (DAI) mit Kurzbiografien wichtiger verstorbener deutschsprachiger Archäologen seit Lorenz Beger.
Als Herausgeber fungierte Reinhard Lullies, der auch die Idee für dieses Nachschlagewerk mit Bildnissen und Kurzbiografien bedeutender Klassischer Archäologen hatte. Lullies begann mit seinen Vorarbeiten gegen Ende der 1970er Jahre; seit 1982 wurde er von Wolfgang Schiering unterstützt, seit Lullies’ Tod 1986 wurde das Werk von Wolfgang Schiering zu Ende geführt. Es erschien 1988 im Verlag Philipp von Zabern in Mainz. Schon 1991 kam es zu einer unveränderten zweiten Auflage des Werkes.
Das Buch umfasst verstorbene Klassische Archäologen jeder Ausrichtung, sowohl Universitätslehrer wie auch Museumsarchäologen, Feldarchäologen und Archäologen bedeutender Institute, aber auch Sammler, Kunsthändler, Bauforscher und bedeutende Autodidakten. Aufgrund des Umfanges wurde von vornherein zur Begrenzung die deutsche Sprache der Forscher genutzt. Somit umfasst das Werk Deutsche, Österreicher, Deutschschweizer und Deutsch-Balten. Eingeschlossen sind Archäologen, die aus Deutschland emigrieren mussten und danach häufig nicht mehr auf Deutsch publizierten: Paul Jacobsthal (England), Margarete Bieber, Otto J. Brendel, George M. A. Hanfmann, Georg Karo, Karl Lehmann(-Hartleben) (alle USA), Peter P. Kahane (Israel) sowie Otto Rubensohn und Karl Schefold (beide Schweiz). Soweit erreichbar sind die einzelnen Biographien mit Porträts der Beschriebenen versehen, ferner möglichst auch mit ihrer handschriftlichen Unterschrift. Zu den durch Kurzbiographien gewürdigten Gelehrten kommen zahlreiche weitere Forscher, die im Anhang mit kurzen biografischen Angaben gewürdigt werden. Gustav Hirschfeld war in beiden Auflagen mit einem falschen Bild vertreten, es handelte sich dabei um ein Porträt des Althistorikers und Epigraphikers Otto Hirschfeld.
Die Bedeutung der herausgebenden Institution, des Deutschen Archäologischen Instituts, zeigt sich auch dadurch, dass abgesehen von sieben der 164 beschriebenen Personen alle Archäologen Mitglieder des DAI waren, von denen allerdings fünf noch vor der Gründung des Instituts lebten. Nur zwei der Artikel behandeln Frauen: Margarete Bieber und Gerda Bruns. Drei weitere Frauen werden im Anhang beschrieben. Die Biografien sind meist zweiseitig, insgesamt umfasst das Buch inklusive einer Vorrede des damaligen DAI-Präsidenten Edmund Buchner und einer Einleitung von Wolfgang Schiering 341 Seiten.
Die beschriebenen Personen, die im Buch nach ihren Geburtsdaten geordnet wurden, sind hier tabellarisch angeordnet und frei nach Alphabet, Geburts- und Todesjahr sowie nach Biografen sortierbar:
| Name                           | Geburtsjahr | Todesjahr | Autor                                                                |
| ------------------------------ | ----------- | --------- | -------------------------------------------------------------------- |
| Friedrich Adler                | 1827        | 1908      | Peter Lemburg                                                        |
| Ludger Alscher                 | 1916        | 1985      | Wolfgang Schindler                                                   |
| Walter Amelung                 | 1865        | 1927      | Reinhard Lullies nach Hans Diepolder                                 |
| Paul Arndt                     | 1865        | 1937      | Reinhard Lullies nach Georg Lippold, Peter Zazoff und Hilde Zazoff   |
| Johann Jakob Bachofen          | 1815        | 1887      | Karl Schefold                                                        |
| Lorenz Beger                   | 1653        | 1705      | Sepp-Gustav Gröschel                                                 |
| Otto Benndorf                  | 1838        | 1907      | Hedwig Kenner                                                        |
| Johann Jakob Bernoulli         | 1831        | 1913      | Karl Schefold                                                        |
| Margarete Bieber               | 1879        | 1978      | Larissa Bonfante                                                     |
| Erwin Bielefeld                | 1907        | 1975      | Berthold Fellmann                                                    |
| Carl Blümel                    | 1893        | 1976      | Elisabeth Rohde                                                      |
| Hugo Blümner                   | 1844        | 1919      | Hans Peter Isler                                                     |
| Johannes Boehlau               | 1861        | 1941      | Peter Gercke                                                         |
| Erich Boehringer               | 1897        | 1971      | Doris Pinkwart                                                       |
| Richard Bohn                   | 1849        | 1898      | Claudia Bohm                                                         |
| Richard Borrmann               | 1852        | 1931      | Klaus Herrmann                                                       |
| Emil Braun                     | 1809        | 1856      | Hans-Georg Kolbe                                                     |
| Otto J. Brendel                | 1901        | 1973      | William M. Calder III                                                |
| Alfred Brueckner               | 1861        | 1936      | Rudolf H. W. Stichel                                                 |
| Heinrich Brunn                 | 1822        | 1894      | Reinhard Lullies                                                     |
| Gerda Bruns                    | 1905        | 1970      | Elisabeth Rohde                                                      |
| Heinrich Bulle                 | 1867        | 1945      | Reinhard Lullies                                                     |
| Ernst Buschor                  | 1886        | 1961      | Karl Schefold                                                        |
| Johann Friedrich Christ        | 1700        | 1756      | Winfried Herrmann                                                    |
| Alexander Conze                | 1831        | 1914      | Adolf Borbein                                                        |
| Friedrich Creuzer              | 1771        | 1858      | Tonio Hölscher                                                       |
| Ernst Curtius                  | 1814        | 1896      | Reinhard Lullies                                                     |
| Ludwig Curtius                 | 1874        | 1954      | Reinhard Lullies                                                     |
| Richard Delbrueck              | 1875        | 1957      | Heinrich Drerup                                                      |
| Hans Diepolder                 | 1896        | 1969      | Wolfgang Schiering                                                   |
| Wilhelm Dörpfeld               | 1853        | 1940      | Klaus Herrmann                                                       |
| Hans Dragendorff               | 1870        | 1941      | Günter Grimm                                                         |
| Georg Ferdinand Dümmler        | 1859        | 1896      | Reinhard Lullies nach Franz Studniczka und Paul Wolters              |
| Friedrich von Duhn             | 1851        | 1930      | Tonio Hölscher                                                       |
| Josef Durm                     | 1837        | 1919      | Wulf Schirmer                                                        |
| Fritz Eichler                  | 1887        | 1971      | Rudolf Noll                                                          |
| Ernst Robert Fiechter          | 1875        | 1948      | Ernst-Ludwig Schwandner                                              |
| Peter Wilhelm Forchhammer      | 1801        | 1894      | Hans B. Jessen                                                       |
| August Frickenhaus             | 1882        | 1925      | Eberhard Thomas                                                      |
| Karl Friederichs               | 1831        | 1871      | Reinhard Lullies                                                     |
| Günter Fuchs                   | 1924        | 1964      | Hartmut Döhl nach Rudolf Horn                                        |
| Adolf Furtwängler              | 1853        | 1907      | Reinhard Lullies                                                     |
| Eduard Gerhard                 | 1795        | 1867      | Hans B. Jessen                                                       |
| Armin von Gerkan               | 1884        | 1969      | Rudolf Naumann                                                       |
| Friedrich Wilhelm Goethert     | 1907        | 1978      | Christoph Börker                                                     |
| Alois Gotsmich                 | 1895        | 1974      | Wolfgang Schiering nach Gerhard Pfohl                                |
| Botho Graef                    | 1857        | 1917      | Reinhard Lullies nach Friedrich Matz der Jüngere und Paul Wolters    |
| Walter Hatto Gross             | 1913        | 1984      | Hans-Günter Buchholz                                                 |
| Carl Haller von Hallerstein    | 1774        | 1817      | Hansgeorg Bankel                                                     |
| Roland Hampe                   | 1908        | 1981      | Tonio Hölscher                                                       |
| George M. A. Hanfmann          | 1911        | 1986      | Adolf Borbein                                                        |
| Paul Hartwig                   | 1859        | 1919      | Paul Wolters (nach)                                                  |
| Friedrich Hauser               | 1859        | 1917      | Werner Fuchs                                                         |
| Rudolf Heberdey                | 1864        | 1936      | Erna Diez                                                            |
| Wolfgang Helbig                | 1839        | 1915      | Reinhard Lullies                                                     |
| Wilhelm Henzen                 | 1816        | 1887      | Hans-Georg Kolbe                                                     |
| Reinhard Herbig                | 1898        | 1961      | Werner Fuchs                                                         |
| Paul Herrmann                  | 1859        | 1935      | Bernhard Schweitzer (nach)                                           |
| Heinrich Heydemann             | 1842        | 1889      | Adolf Michaelis (nach)                                               |
| Christian Gottlob Heyne        | 1729        | 1812      | Klaus Fittschen                                                      |
| Gustav Hirschfeld              | 1847        | 1895      | Reinhard Lullies                                                     |
| Aloys Hirt                     | 1759        | 1837      | Adolf Borbein                                                        |
| Rudolf Horn                    | 1903        | 1984      | Klaus Fittschen                                                      |
| Christian Hülsen               | 1858        | 1935      | Hans-Georg Kolbe                                                     |
| Carl Humann                    | 1839        | 1896      | Doris Pinkwart                                                       |
| Paul Jacobsthal                | 1880        | 1957      | Karl Schefold                                                        |
| Otto Jahn                      | 1813        | 1869      | Reinhard Lullies                                                     |
| Hans Jucker                    | 1918        | 1984      | Dietrich Willers                                                     |
| Heinz Kähler                   | 1905        | 1974      | Christoph Schwingenstein                                             |
| Peter P. Kahane                | 1904        | 1974      | Herbert A. Cahn                                                      |
| Georg Karo                     | 1872        | 1963      | Reinhard Lullies                                                     |
| Guido Kaschnitz von Weinberg   | 1890        | 1958      | Reinhard Lullies                                                     |
| Reinhard Kekulé von Stradonitz | 1839        | 1911      | Wolfgang Schiering                                                   |
| Wilhelm Klein                  | 1850        | 1924      | Wolfgang Schiering                                                   |
| Gerhard Kleiner                | 1908        | 1978      | Volkmar von Graeve                                                   |
| Hubert Knackfuß                | 1866        | 1948      | Erich Altenhöfer                                                     |
| Herbert Koch                   | 1880        | 1962      | Eberhard Paul                                                        |
| Friedrich Koepp                | 1860        | 1944      | Günter Grimm                                                         |
| Gustav Körte                   | 1852        | 1917      | Christoph Schwingenstein                                             |
| Robert Koldewey                | 1855        | 1925      | Reinhard Lullies nach Barthel Hrouda und Carl Schuchhardt            |
| Gerhard Krahmer                | 1890        | 1931      | Werner Fuchs                                                         |
| Friedrich Krauss               | 1900        | 1977      | Erich Altenhöfer                                                     |
| Daniel Krencker                | 1874        | 1941      | Christoph Schwingenstein                                             |
| Fritz Krischen                 | 1881        | 1949      | Walter Karnapp                                                       |
| Ernst Langlotz                 | 1895        | 1978      | Adolf Borbein                                                        |
| Karl Lehmann                   | 1894        | 1960      | Werner Fuchs (nach)                                                  |
| Georg Lippold                  | 1885        | 1954      | Reinhard Lullies                                                     |
| Georg Loeschcke                | 1852        | 1915      | Wolf-R. Megow                                                        |
| Emanuel Loewy                  | 1857        | 1938      | Hedwig Kenner                                                        |
| Habbo Gerhard Lolling          | 1848        | 1894      | Paul Wolters (nach)                                                  |
| Gottfried von Lücken           | 1883        | 1976      | Konrad Zimmermann                                                    |
| Reinhard Lullies               | 1907        | 1986      | Antje Krug                                                           |
| Alfred Mallwitz                | 1919        | 1986      | Klaus Herrmann                                                       |
| Wilhelm von Massow             | 1891        | 1949      | Günter Grimm                                                         |
| Friedrich Matz der Ältere      | 1843        | 1874      | Gustav Leithäuser (nach dessen ADB-Artikel)                          |
| Friedrich Matz der Jüngere     | 1890        | 1974      | Bernard Andreae                                                      |
| August Mau                     | 1840        | 1909      | Hartmut Döhl                                                         |
| Eugen von Mercklin             | 1884        | 1969      | Hans Georg Niemeyer                                                  |
| Adolf Michaelis                | 1835        | 1910      | Hartmut Döhl                                                         |
| Arthur Milchhoefer             | 1852        | 1903      | Reinhard Stupperich                                                  |
| Hans Möbius                    | 1895        | 1977      | Wolfgang Schiering                                                   |
| Karl Otfried Müller            | 1797        | 1840      | Hartmut Döhl                                                         |
| Kurt Müller                    | 1880        | 1972      | Hartmut Döhl                                                         |
| Valentin Müller                | 1889        | 1945      | Robert Broughton                                                     |
| Karl Anton Neugebauer          | 1886        | 1945      | Elisabeth Rohde                                                      |
| George Niemann                 | 1841        | 1912      | Jürgen Borchhardt                                                    |
| Ferdinand Noack                | 1865        | 1931      | Ernst-Ludwig Schwandner                                              |
| Dieter Ohly                    | 1911        | 1979      | Michael Maaß                                                         |
| Johannes Overbeck              | 1826        | 1895      | Hartmut Döhl                                                         |
| Theodor Panofka                | 1800        | 1858      | Ludwig von Urlichs (nach)                                            |
| Erich Pernice                  | 1864        | 1945      | Reinhard Lullies und Wolfgang Schiering nach Erich Boehringer        |
| Eugen Petersen                 | 1836        | 1919      | Horst Blanck                                                         |
| Ernst Pfuhl                    | 1876        | 1940      | Karl Schefold                                                        |
| Camillo Praschniker            | 1884        | 1949      | Hedwig Kenner                                                        |
| Otto Puchstein                 | 1856        | 1911      | Dieter Mertens                                                       |
| Emil Reisch                    | 1863        | 1933      | Hedwig Kenner                                                        |
| Oscar Reuther                  | 1880        | 1954      | Wulf Schirmer                                                        |
| Carl Robert                    | 1850        | 1922      | Hugo Meyer                                                           |
| Gerhart Rodenwaldt             | 1886        | 1945      | Ulrich Hausmann                                                      |
| Ludwig Ross                    | 1806        | 1859      | Christoph Schwingenstein                                             |
| Otto Rubensohn                 | 1867        | 1964      | Karl Schefold                                                        |
| Andreas Rumpf                  | 1890        | 1966      | Tobias Dohrn                                                         |
| Arnold von Salis               | 1881        | 1858      | Hans Jucker                                                          |
| Bruno Sauer                    | 1861        | 1919      | Hans-Günter Buchholz                                                 |
| Martin Schede                  | 1883        | 1947      | Kurt Bittel                                                          |
| Helmut Schläger                | 1924        | 1969      | Theodor Kraus                                                        |
| Hans Schleif                   | 1902        | 1945      | Klaus Herrmann                                                       |
| Heinrich Schliemann            | 1822        | 1890      | Hartmut Döhl                                                         |
| Eduard Schmidt                 | 1879        | 1963      | Hans B. Jessen                                                       |
| Robert von Schneider           | 1854        | 1909      | Rudolf Noll                                                          |
| Arnold Schober                 | 1886        | 1959      | Erna Diez                                                            |
| Richard Schöne                 | 1840        | 1922      | Claudia Bohm                                                         |
| Hans Schrader                  | 1869        | 1948      | Peter Hommel                                                         |
| Theodor Schreiber              | 1848        | 1912      | Ulrich Hausmann                                                      |
| Bruno Schröder                 | 1878        | 1934      | Huberta Heres                                                        |
| Walter-Herwig Schuchhardt      | 1900        | 1976      | Hans von Steuben                                                     |
| Bernhard Schweitzer            | 1892        | 1966      | Werner Fuchs                                                         |
| Johannes Sieveking             | 1869        | 1942      | Raimund Wünsche                                                      |
| Karl Bernhard Stark            | 1824        | 1879      | Tonio Hölscher                                                       |
| Franz Studniczka               | 1860        | 1929      | Hartmut Döhl                                                         |
| Heinrich Sulze                 | 1888        | 1958      | Hans Nadler                                                          |
| Werner Technau                 | 1902        | 1941      | Wolfgang Schiering nach Ludwig Curtius und Walter-Herwig Schuchhardt |
| Hermann Thiersch               | 1874        | 1939      | Klaus Fittschen                                                      |
| Georg Treu                     | 1843        | 1921      | Konrad Hitzl nach Franz Studniczka                                   |
| Arnold Tschira                 | 1910        | 1969      | Kurt Böhner                                                          |
| Ludwig von Urlichs             | 1813        | 1889      | Erika Simon                                                          |
| Otto Walter                    | 1882        | 1965      | Hedwig Kenner                                                        |
| Otto Waser                     | 1870        | 1952      | Hans Peter Isler                                                     |
| Carl Watzinger                 | 1877        | 1948      | Ulrich Hausmann                                                      |
| Hans Weber                     | 1913        | 1981      | Volker Michael Strocka                                               |
| Carl Weickert                  | 1885        | 1975      | Wolfgang Schiering                                                   |
| Friedrich Gottlieb Welcker     | 1784        | 1868      | Wilfred Geominy                                                      |
| Gabriel Welter                 | 1890        | 1954      | Raimund Wünsche                                                      |
| Theodor Wiegand                | 1864        | 1936      | Kurt Bittel                                                          |
| Friedrich Wieseler             | 1811        | 1892      | Klaus Fittschen                                                      |
| Johann Joachim Winckelmann     | 1717        | 1768      | Wolfgang Schiering                                                   |
| Hermann Winnefeld              | 1862        | 1918      | Reinhard Lullies nach Paul Wolters                                   |
| Franz Winter                   | 1861        | 1930      | Ulrich Sinn                                                          |
| Paul Wolters                   | 1858        | 1936      | Reinhard Lullies                                                     |
| Alfons Wotschitzky             | 1917        | 1969      | Brinna Otto                                                          |
| Robert Zahn                    | 1870        | 1945      | Reinhard Lullies                                                     |
| Georg Zoëga                    | 1755        | 1809      | Hans B. Jessen                                                       |
| Willy Zschietzschmann          | 1900        | 1976      | Hans-Günter Buchholz                                                 |
| Wolfgang Züchner               | 1906        | 1981      | Klaus Parlasca                                                       |

Ernst Kirsten und Wilhelm Kraiker konnten aus redaktionellen Gründen nicht mehr berücksichtigt werden.
71 kurze biografische Abrisse und Erwähnungen in einem extra eingerichteten sechsseitigen Anhang gibt es zu:
- Heinrich Bartels
- Adolf Boetticher
- Karl Bötticher
- Karl August Böttiger
- Georg von Brauchitsch
- Herbert von Buttlar
- Johann Friedrich Crome
- Jan W. Crous
- Wolfgang Darsow
- Richard Eilmann
- Hans Eschebach
- Ernst Fabricius
- Diedrich Fimmen
- Adam Flasch
- Heinrich Fuhrmann
- Kurt Gebauer
- Friedrich Graeber
- Paul Graef
- Rudolf Hackl
- Walter Hahland
- Anton Hekler
- Felix Hettner
- Hermann Hettner
- Friedrich Hiller von Gärtringen
- Hans Hörmann
- Heinz Johannes
- Bernd Kaiser
- August Kalkmann
- Georg Ferdinand Kawerau
- Josef Keil
- Gangolf von Kieseritzky
- Jürgen Kleine
- Peter Knoblauch
- August Köster
- Harald Koethe
- Josef Liegle
- Siegfried Loeschcke
- Franz Messerschmidt
- Franz Miltner
- Walter Müller
- Friedrich Muthmann
- Hans Nachod
- Franz Oelmann
- Rudolf Pagenstecher
- Eugen Peter Pridik
- Kurt Regling
- Walther Reichel
- Wolfgang Reichel
- Ernst Reisinger
- Helga Reusch
- Walter Riezler
- Hermann von Rohden
- Ulrich Rüdiger
- Hans Schaal
- Klaus Werner Schede
- Gerhard Schmidt
- Hans von Schoenebeck
- Willy Schwabacher
- Heinrich Sitte
- Karl Sittl
- Maja Sprenger
- Conrad Steinbrecht[2]
- Ludolf Stephani
- Emil Streichert
- Oskar Waldhauer
- Emil Waldmann
- Fritz Weege
- Georg Weicker
- Sebastian Wenz
- Ellen Weski
- Joseph Wiesner

Einen nennenswerten Teil der Biografien verfassten Lullies und Schiering selbst. Viele der Biografien wurden von Kollegen, Schülern oder Nachfolgern auf den universitären Lehrstühlen oder bei Ausgrabungen geschrieben. Manche Artikel waren schon zuvor anderenorts erschienen, oder basierten auf älteren Arbeiten, in mehreren Fällen kompilierten die Herausgeber die neuen Biografien direkt aus älteren Arbeiten oder kürzten ältere Texte (diese sind mit nach gekennzeichnet, womit auf den oder die originalen Autoren verwiesen wird). Heinrich Ludwig Urlichs wird kurz im Artikel seines Vaters Karl Ludwig von Urlichs beschrieben.
Binnen kurzer Zeit entwickelte sich das Buch zu einem Standardwerk, die von Rezensenten erhoffte erweiterte Neuauflage, vor allem seit der begonnenen Aufarbeitung der Biographica-Sammlung der bislang mehr als 5000 ehemaligen und aktuellen DAI-Mitgliedern im Archiv des DAI, kam bislang jedoch nicht zustande.